# Рогозьник (Малопольське воєводство)
Рогозьник (пол. Rogoźnik) — село в Польщі, у гміні Новий Торг Новотарзького повіту Малопольського воєводства.
Населення — 944 особи (2011).
У 1975-1998 роках село належало до Новосондецького воєводства.

## Демографія
Демографічна структура станом на 31 березня 2011 року:
|          | Загалом | Допрацездатний вік | Працездатний вік | Постпрацездатний вік |
| -------- | ------- | ------------------ | ---------------- | -------------------- |
| Чоловіки | 469     | 105                | 313              | 51                   |
| Жінки    | 475     | 86                 | 299              | 90                   |
| Разом    | 944     | 191                | 612              | 141                  |